# Новая Диброва (Полтавская область)
Новая Диброва (укр. Нова Діброва) — село,
Вороньковский сельский совет,
Чернухинский район,
Полтавская область,
Украина.
Код КОАТУУ — 5325180807. Население по переписи 2001 года составляло 102 человека.

## Географическое положение
Село Новая Диброва находится в 1,5 км от села Яцюково.
По селу протекает пересыхающий ручей с запрудой.
Рядом проходит автомобильная дорога Р-60.